# Xiejiaji

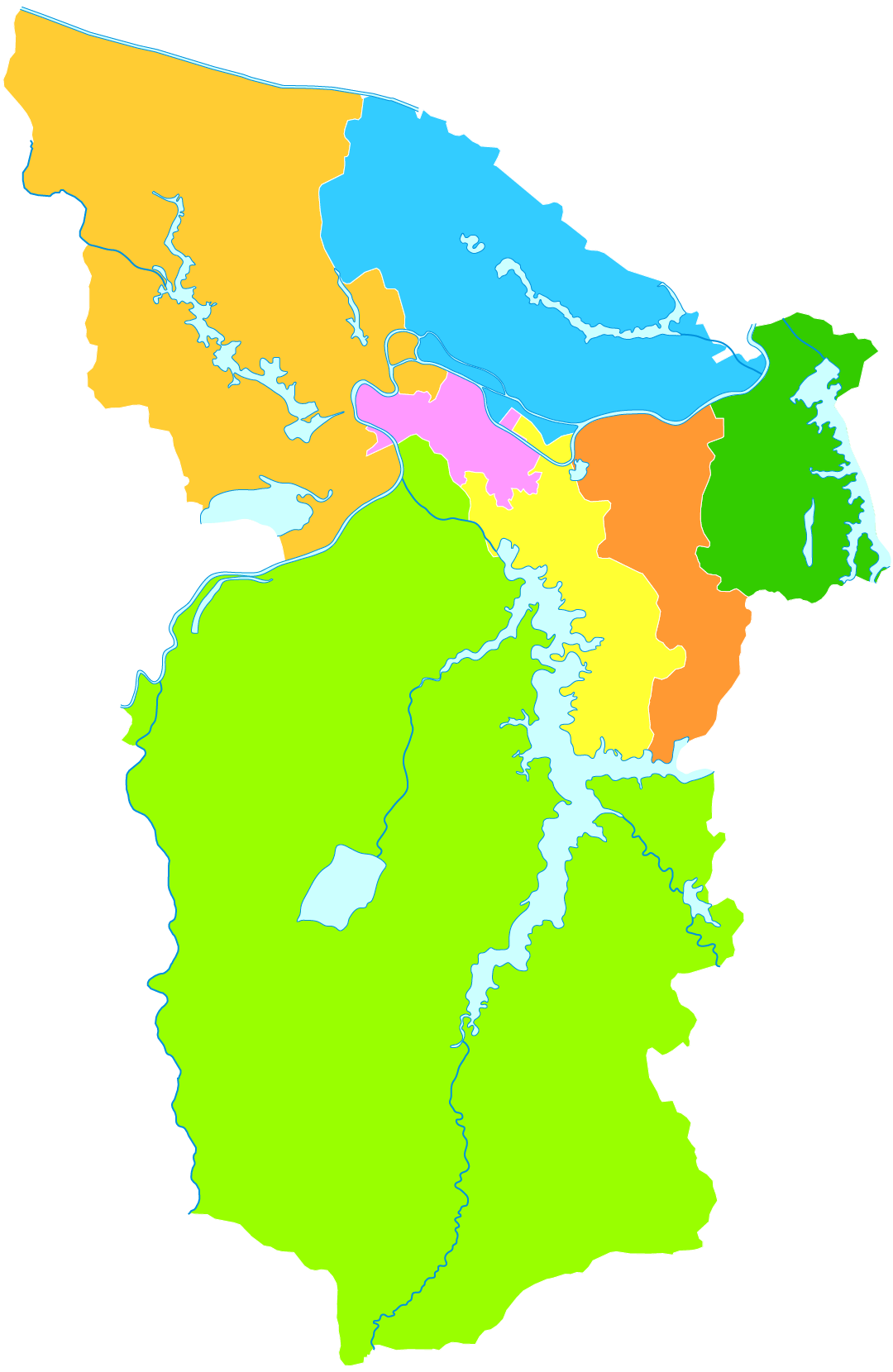
Lage des Kreises Fengtai im Gebiet der bezirksfreien Stadt Huainan

Der Stadtbezirk Xiejiaji (chinesisch 谢家集区, Pinyin Xièjiājí qū) ist ein Stadtbezirk der bezirksfreien Stadt Huainan in der chinesischen Provinz Anhui. Das Verwaltungsgebiet des Stadtbezirks hat eine Fläche von 257 km² und zählt 221 589 Einwohner (Volkszählung 2020).

## Geographie
Xiejiaji liegt in der Mitte von Huainan; im Westen grenzt der Stadtbezirk an den Wabu-See und den Bagong Shan, im Norden an den Huai He.
In Xiejiaji liegen wichtige Kulturdenkmäler, wie das Grab von Chunshen Jun (春申君), einer der vier Warlords aus der Zeit der streitenden Reiche, die Ruinen des Grabmals des Chu-Königs You (楚幽王), das Grab von Yang Qizhen (杨歧珍), dem Admiral aus der Qing-Dynastie, oder die Laishanji-Moschee (赖山集清真寺).

## Wirtschaft
90 km² von Xiejiaji sind Ackerland, 50 km² Wasserfläche. Angebaut werden unter anderem Hülsenfrüchte und Süßkartoffeln, sowie Salangidae, Coiliinae und Garnelen in Aquakultur.
Der Stadtbezirk hat ein Kohle-Vorkommen von 600 Millionen Tonnen, 5 Millionen Tonnen werden jährlich gefördert. In zwei Industrieparks gibt es verschiedene Unternehmen in den Bereichen der Kohlenwäsche, Stahlindustrie, Maschinenbau, chemische Industrie und Baustoffe.

## Administrative Gliederung
Auf Gemeindeebene setzt sich der Stadtbezirk aus fünf Straßenvierteln, vier Großgemeinden und zwei Gemeinden (davon eine der Hui) zusammen. Diese sind:
- Straßenviertel Xiesancun (谢三村街道)
- Straßenviertel Xiejiaji (谢家集街道)
- Straßenviertel Caijiagang (蔡家岗街道)
- Straßenviertel Lixin (立新街道)
- Straßenviertel Pingshan (平山街道)

- Großgemeinde Wangfenggang (望峰岗镇)
- Großgemeinde Liyingzi (李郢孜镇)
- Großgemeinde Tangshan (唐山镇)
- Großgemeinde Yanggong (杨公镇)

- Gemeinde Sunmiao (孙庙乡)
- Gemeinde Gudui der Hui (孤堆回族乡)

Die administrative Gliederung von Xiejiaji wurde 1961 eingerichtet. 2004 wurden die bis dahin zu Changfeng gehörende Großgemeinde Yanggong (杨公镇) und die Gemeinden Sunmiao (孙庙乡) und Gudui (孤堆回族乡) an Xiejiaji angegliedert.